# Термокарстове озеро
Термокарстове озеро — озера зони вічної мерзлоти, що утворилися в результаті протанення льоду.
У мерзлому ґрунті дуже поширений викопний лід у вигляді лінз і жил. При таненні викопного льоду ґрунт просідає, утворюються улоговини, що заповнюються водою. Такі озера називаються термокарстоими. Є підстави вважати, що термокарстові озера найпоширеніші на Землі. На приморських рівнинах Російської Арктики і Канади озера займають близько половини поверхні, при цьому на частку термокарстових припадає 95% всіх озер. У більшості своїй термокарстові озера невеликі: площа їх зазвичай менше 1 км², глибина 24 м. Одне з найбільших термокарстових озер Якутії — Недлселі, має площу понад 300 км 2, дуже мілке середня глибина 2 м, найбільша — 6 м. На приморських рівнинах термокарстові озера мають різко неправильні, нерідко прямокутні обриси. Там, де залягають потужні товщі викопного льоду, утворюються глибокі термокарстові озера. Вони мають округлу форму і здебільшого високі, урвисті береги. Глибина озер сягає 3040 м.
Подібні термокарстові озера зустрічаються в умовах горбисто-моренних і алювіальних, тобто створених річковими наносами, рівнин. На території приполярних районів викопний лід має значне поширення і залягає окремими лінзами площею іноді до декількох квадратних кілометрів. Потужність його коливається від декількох метрів до 20-30 м, а глибина залягання від 2 до 5 м і більше від поверхні. Початок термокарстового процесу буває пов'язано з глибшим проникненням тепла вглиб ґрунту — до поверхні похованого льоду. При цих умовах лід починає танути, а шар ґрунту, що знаходиться на ньому — опускатися. Провальна улоговина що утворилася в подальшому заповнюється водою. Що стосується причин, які можуть викликати зміну глибини прогрівання ґрунту, то вони можуть бути різними: потепління клімату, пожежі тощо. Т.о. виникають і утворюються в короткий ча —- протягом декількох десятків років. Але, виникнувши, вони також швидко іноді зникають.
Розрізняють сім стадій в житті термокарстових озер:
1. Початкова форма деформації земної поверхні без ознак води. Здебільшого вона починається в місцях, з будь-яких причин оголених від лісу. Осідання ґрунту йде нерівномірно; в результаті поверхню через деякий час після початку танення льоду набуває характерного блюдцеподібно-бугоркового рельєфу. Іноді при інтенсивному процесі танення льоду утворюються провальні ями.
2. Деформація земної поверхні з наявністю невеликої кількості води. Вся товща вище розташованого шару ґрунту насичується водою, і на поверхні в блюдцеподібних пониженнях з'являються невеликі калюжі.
3. Початок утворення провального озера. Озеро має досить велику водну поверхню з химерними обрисами берегів, часто з численними острівцями округлої форми (ґрунт що не встиг зануритися). З води стирчать пні, деревні стовбури. Прибережна частина озера має блюдцеподібно-бугорковий рельєф.
4. Збільшується в розмірах провальне озеро. Для цієї стадії характерні береги, порізані тріщинами, по яких відбувається сповзання ґрунту; дерева, оточуючі озеро, круто нахилені до нього, з води стирчать дерева що звалилися.
5. Створюється провальне озеро, тобто водойма з досить великою водною поверхнею, з пологими стійкими берегами, часто покритими травою.
6. Висихаюче провальне озеро. Процес термокарсту завмирає, руйнування берега зовсім припиняється (у п'ятій стадії воно ще відбувається в деяких місцях), водна поверхня зменшується внаслідок виснаження покладів викопного льоду.
7. Висохле провальне озеро. На місці озера утворюється позбавлена води западина з плоским дном, порослим луговий рослинністю. Це так званий  "Алас".